# Nordfjorden (Risør)
58°44′19.738″N 9°10′45.912″Ø / 58.73881611°N 9.17942000°Ø
 For alternative betydninger, se Nordfjorden. (Se også artikler, som begynder med Nordfjorden)
Nordfjorden er en del af Søndeledfjorden i Risør kommune i Agder fylke i Norge. Den ligger på nordsiden af øen Barmen, som ligger nordvest for selve Risør. Nordfjorden er lidt over 7 km lang og fortsætter videre som Søndeledfjorden vestover og ind til byen Søndeled, og som Rødsfjorden ned til Sørfjorden som går på sydsiden af Barmen. Sydsiden af fjorden, eller nordsiden af Barmen, er en relativt lige kyststrækning, men på nordsiden af fjorden er der langt flere bugte og vige. De største af disse er Kjødvika og Sivikkilen. 